# Xerarionta
Xerarionta é um género de gastrópode  da família Helminthoglyptidae.
Este género contém as seguintes espécies:
- Xerarionta intercisa
- Xerarionta kellettii
- Xerarionta redimita
- Xerarionta stearnsiana
- Xerarionta tryoni